# Alfredo Martinelli
Pour les articles homonymes, voir Martinelli.
Alfredo Martinelli — né le 7 mars 1899 à Sienne (Toscane), ville où il est mort le 11 novembre 1968 — est un acteur italien.

## Biographie
Au cinéma, Alfredo Martinelli contribue à cent-seize films italiens (ou en coproduction) dès 1917 (donc durant la période du muet), parmi lesquels figurent Les Derniers Jours de Pompéi de Carmine Gallone et Amleto Palermi (1926, avec Victor Varconi et Rina De Liguoro), La Dame de tout le monde de Max Ophüls (1934, avec Isa Miranda et Memo Benassi), Fedora de Camillo Mastrocinque (1942, avec Luisa Ferida et Amedeo Nazzari) et Un dimanche romain d'Anton Giulio Majano (1953, avec Maria Fiore et Sophia Loren). Son dernier film est Mission T.S. d'Alberto Lattuada (avec Patrick O'Neal et Ira von Fürstenberg), sorti en 1967 — année précédant sa mort en 1968, à 69 ans —.
S'ajoutent deux films muets américains réalisés par Henry King, avec Lillian Gish et  Ronald Colman, Dans les laves du Vésuve (1923) et Romola (1924).
À la télévision italienne, il apparaît dans quatre mini-séries réalisées par Anton Giulio Majano de 1956 à 1964, dont Una tragedia americana (it) (1962, avec Virna Lisi et Lilla Brignone).

## Filmographie partielle

### Cinéma
(films italiens ou en coproduction, sauf mention contraire)
- 1917 : Nei labirinti di un'anima de Guido Brignone : Mauro della Fondara
- 1917 : Il triangolo giallo d'Emilio Ghione : Enriquez
- 1919 : Anima tormentata de Mario Caserini
- 1920 : Il teschio d'oro de Carlo Campogalliani
- 1922 : La Seconde Madame Tanqueray (La seconda moglie) d'Amleto Palermi : Giorgio Orreyed
- 1922 : La Flambée (La fiammata) de Carmine Gallone
- 1923 : La Dame de chez Maxim's (La dama de Chez Maxim's) d'Amleto Palermi : le duc
- 1923 : Dans les laves du Vésuve (The White Sister) d'Henry King (film américain) : Alfredo del Ferice
- 1924 : Les Visages de l'amour (I volti dell'amore) de Carmine Gallone
- 1924 : Romola d'Henry King (film américain) : le capitaine du navire
- 1925 : Le Roi du jazz (L'uomo più allegro di Vienna) de Amleto Palermi
- 1925 : La cavalcata ardente de Carmine Gallone
- 1926 : Les Derniers Jours de Pompéi (Gli ultimi giorni di Pompei) de Carmine Gallone et Amleto Palermi : Lepidus
- 1930 : Néron (Nerone) d'Alessandro Blasetti : Petronio
- 1931 : La Secrétaire particulière (La segretaria privata) de Goffredo Alessandrini : un client du Pergolato
- 1931 : Resurrectio d'Alessandro Blasetti : le grand gentilhomme au tabarin
- 1931 : La Lanterne du diable (La lanterna del diavolo de Carlo Campogalliani
- 1931 : Cour d'assises (Corte d'Assise) de Guido Brignone
- 1931 : Vous que j'adore (Rubacuori) de Guido Brignone : le complice de Dolly
- 1934 : Seconda B de Goffredo Alessandrini : un professeur
- 1934 : La Dame de tout le monde (La signora di tutti) de Max Ophüls : un journaliste
- 1936 : L'albero di Adamo (it) de Mario Bonnard : un invité du bal
- 1937 : Le Féroce Saladin (Il feroce Saladino) de Mario Bonnard : le chef d'orchestre du théâtre Apollo
- 1938 : Le Roman d'un génie (Giuseppe Verdi) de Carmine Gallone : le journaliste du Times
- 1939 : Battements de cœur (Batticuore) de Mario Camerini : le secrétaire de la Winterthur
- 1939 : La Folle Aventure de Macario (Imputato, alzaveti !) de Mario Mattoli : un client du tabarin
- 1939 : Dora Nelson de Mario Soldati : un journaliste à Cannes
- 1940 : Melodie eterne de Carmine Gallone : l'homme envieux
- 1940 : La danza dei milioni de Camillo Mastrocinque
- 1940 : Une aventure romantique (Una romantica avventura) de Mario Camerini : le violoniste
- 1941 : Le Grand Homme de Venise (Il bravo di Venezia) de Carlo Campogalliani : le premier valet d'Alvise
- 1941 : La bocca sulla strada de Roberto Roberti : le comte Rosati
- 1942 : Fédora de Camillo Mastrocinque : Basilio
- 1942 : La contessa Castiglione (it) de Flavio Calzavara : un ami des Oldoini
- 1942 : Don César de Bazan (Don Cesare di Bazan) de Riccardo Freda : un noble conspirateur
- 1946 : L'adultera de Duilio Coletti
- 1947 : La Fille du capitaine (La figlia del capitano) de Mario Camerini :
- 1947 : Le Passeur (Il passatore) de Duilio Coletti : Kayer
- 1948 : Le Choix des anges (Arrivederci, papà !) de Camillo Mastrocinque
- 1952 : Heureuse Époque (Altri tempi - Zibaldone n. 1) d'Alessandro Blasetti
- 1952 : Abracadabra de Max Neufeld : le baron Gregorio
- 1953 : Un dimanche romain (La domenica della buona gente) d'Anton Giulio Majano : Valli
- 1955 : La Rivale d'Anton Giulio Majano : un photographe
- 1967 : Mission T.S. (Matchless) d'Alberto Lattuada

### Télévision (intégrale)
(mini-séries)
- 1956 : L'alfiere d'Anton Giulio Majano, épisode 2 : le valet
- 1959 : Ottocento d'Anton Giulio Majano, épisodes 1 et 4 : Hinard
- 1962 : Una tragedia americana d'Anton Giulio Majano, épisode 7 : le gardien du cinéma
- 1964 : La citadella d'Anton Giulio Majano, épisode 1 : l'appariteur